# Joodse begraafplaats (Medemblik)
De Joodse begraafplaats in Medemblik in de Nederlandse provincie Noord-Holland ligt op de hoek van de Oude Haven en de Bangert. Ze werd in 1765 aangekocht, nog voordat de Joden in 1808 een synagoge zouden krijgen aan de Gedempte Achterom. Op de begraafplaats, die in 1985 werd gerestaureerd, staan nog 33 grafstenen.
Medemblik was een kleine, maar wel zelfstandige Joodse gemeente. Voor de Tweede Wereldoorlog waren er nog maar tien Joden woonachtig, waarvan het merendeel tijdens de Jodenvervolging in april 1942 de stad werd uitgedreven. In 1950 werd de Gemeente opgeheven en bij Enkhuizen gevoegd.